# BRAAAM
BRAAAM (a veces sin mayúsculas o con un número variable de letras repetidas) es un efecto de sonido fuerte y bajo que se hizo popular en los avances de películas de acción en la década de 2010. Se asocia comúnmente con la película Inception de 2010, pero se discute el origen del sonido tal como apareció en la película. El sonido y sus variantes a menudo se denominan «sonido de Inception», «ruido de Inception» o «bocina de Inception».

## Descripción
BRAAAM es un sonido alto y bajo que se produce típicamente con instrumentos de viento metal reales o sintetizados, principalmente la nota C. Uno de los ejemplos más conocidos también involucra un piano preparado . Seth Abramovitch de The Hollywood Reporter describió el sonido como «como una sirena de niebla con esteroides», que «está destinado a impartir una sensación de trascendencia apocalíptica». Vulture informó que el sonido en Inception fue creado por cuatro instrumentos de cuerno diferentes, todos tocando la misma nota simultáneamente y en voz alta: el fagot, la trompa, el trombón y la tuba, acompañados por un timbal.
Los creadores del documental Score lo llamaron «un elemento básico del avance de la película moderna: el sonido metálico parecido a una sirena de niebla que se usa como una forma de enfatizar algo importante». El erudito literario Adrian Daub llamó al sonido «el ruido que acompaña a la gente en spandex de pie en un cuadro al estilo Delacroix, o eso ha decidido Hollywood. Es el sonido que sabemos que viene cuando un tráiler intercala objetos CGI chocando entre sí con portentosos fundidos a negro». Daub argumentó que BRAAAM contrastaba con las partituras de los éxitos de taquilla de la década de 1970 que usaban sonidos ambientales para fundamentar la película en una atmósfera realista antes de pasar al mundo ficticio y comenzar la banda sonora. Mientras que ese estilo de separar el diseño de sonido de la banda sonora ayudó a separar la intensidad de la experiencia cinematográfica del mundo real, «BRAAAM es un tipo extremo de música para películas» que «significa asustarnos».

## Origen
Se disputa el origen del efecto de sonido. Se asocia con frecuencia con la película Inception de 2010, pero varias personas asociadas con la película se han atribuido el mérito del efecto de sonido. Hans Zimmer, quien compuso la banda sonora de Inception, dijo en una entrevista con Vulture que creó el sonido para satisfacer la descripción del guion de «tonos musicales masivos de gama baja, que suenan como cuernos distantes». Hizo arreglos para que los instrumentos de metal se tocaran en un piano, que se colocó en una iglesia con un pedal presionado, a cuyo sonido luego agregó «un poco de sinsentido electrónico».
Mike Zarin trabajó con Dave Rosenthal y Lauri Brown en el primer teaser de Inception, trabajando con una variedad de sonidos subterráneos y efectos de sala para encajar con la única escena que tenía disponible en ese momento. También se le dijo que creara un sonido para una imagen: «si imaginas que tu mano está enterrada en la arena, y la levantas lentamente, y ves que algo comienza a aparecer, y luego, de repente, aparece la mano, y entonces está muy claro». Rosenthal lo animó a convertirlo en «un sonido que despejara la habitación», y Brown sugirió agregarle «un borde metálico». Zarin afirmó que el sonido que surgió comenzó con el efecto de sonido que otros habían usado en el segundo avance. Si bien el sonido utilizado en la partitura final fue el de Zimmer (basado en una versión ralentizada de «Non, je ne regrette rien» de Édith Piaf, que también juega un papel importante en la trama), Zarin acusó a Zimmer de tomar el crédito indebidamente en su entrevista con Vulture. Más tarde, Zimmer les dijo a los cineastas del documental Score que «la gente simplemente los usaba como piezas de transición» y que la innovación en la banda sonora de Inception era usarlos para «contar una historia».
Zack Hemsey escribió la música para el tercer avance de la película, que incluía un sonido de bocina BRAAAM probablemente sintetizado que se hizo popular en Internet por su volumen. Hemsey no se atribuyó el mérito de haber inventado el sonido, pero creía que fue su innovación incluir el sonido como parte de la música en lugar de como un efecto.
Si bien se considera que Inception popularizó el sonido, se reconoce que varias otras películas anteriores utilizan un sonido similar al BRAAAM. Zarin describió los efectos de sonido en la película Transformers de 2007 como un ejemplo temprano, y Abramovitch señaló la película District 9 de 2009. Según Hemsey, el sonido no se puede atribuir a una sola persona, ya que es una iteración de un dispositivo musical antiguo. Bobby Gumm, quien ha hecho varios avances usando el efecto de sonido BRAAAM, le dijo a The Hollywood Reporter que a pesar de haberse convertido en un cliché desde Inception, «se han usado bocinas por mucho tiempo para advertir a la gente. Es el significante, el llamado a las armas. Lo atraviesa todo, y es solo una nota».

## Popularización
IndieWire escribió en 2013 que BRAAAM «se había vuelto casi omnipresente en los avances de éxitos de taquilla [y] se ha vuelto tan reconocible como cualquier banda sonora o música de película». A Zimmer llegó a disgustarle la banda sonora porque «se convirtió en el modelo para todas las películas de acción». Otras películas destacadas por el uso del efecto BRAAAM en sus avances incluyen transformers: el lado oscuro de la luna (2011), Prometheus (2012), Battleship (2012) , The Avengers (2012), Elysium (2013) , Guerra mundial Z (2013) , Star Trek: En la oscuridad (2013) , Jack the Giant Slayer (2013) , G.I. Joe: Retaliation (2013), Pacific Rim (2013), Mad Max: Fury Road (2015), Misión imposible: Nación secreta (2015) y  Batman v Superman: Dawn of Justice (2016).
Desde la popularización de BRAAAM y su parodia en la cultura popular, los cineastas y los ejecutivos de los estudios han tratado de innovar utilizando diferentes tipos de sonidos para crear el mismo efecto. Por ejemplo, el avance de Jurassic World (2015) incluía un rugido de dinosaurio similar a BRAAAM.